# أرادو إس الأولى
أرادو إس الأولى (بالإنجليزية: Arado S I) هي طائرة تدريب، بمقعدين. أنتجت في ألمانيا. من صناعة أرادو للطائرات. كان أول طيران لها في 1925. صنع منها 3 طائرة.